# Smøla
Smøla là một đô thị ở hạt Møre og Romsdal, Na Uy.
Đô thị này được thành lập này 1 tháng 1 năm 1960 - sau khi sáp nhập Edøy, Brattvær và Hopen.
Tên đô thị này được đặt theo tên hòn đảo chính Smøla (tiếng Na Uy Cổ Smyl hay Smjöl). Smøla nằm ở bên ngoài Kristiansund và Tustna, bao gồm một đảo chính (214 km²) và hơn 3000 đả nhỏ. Đảo chính bằng phẳng với độ cao nhất 63 m trên mực nước biển. Chỉ có 5% đất đảo này được sử dụng cho nông nghiệp do phần lớn đảo là đầm lầy và mỏm đá. Ở đảo này có nhiều nhà máy phát điện bằng sức gió với 68 nhà máy, tổng công suất 150 MW, tương đương 450 GWh mỗi năm.